# 芳麗
芳麗（よしれい）は、日本のインタビュアー・コラムニストである。

## 人物
- NHK山形放送局に勤務の後、フリーライターに。多種多様かつ奥深い人物へのインタビューを中心に、カルチャーコラム、恋愛・仕事・女性の生き方にまつわる記事を執筆。エッセイやコラムの連載も多数かかえている。
- 「東洋経済オンライン」にて、人物インタビュー「何度でも開花する人」を連載中
- 主な寄稿先 女性誌「MORE」「SPUR」「MAQUIA」「美人百花」、 音楽誌「オリコン・スタイル」、文芸誌「パピルス」など
- 過去のWEB連載 集英社WEB「レンザブロー」てダイエット小説 「ジュゼッペが履けなくて」、「MORE」にて、恋愛相談 「芳麗センパイ教えて！　恋愛サプリ」[1]

## 書籍
- Loveリノベーション（主婦の友社 、2009年 ISBN 4072659223）
- 3000人にインタビューして気づいた 相手も自分の気持ちよく話せる秘訣（すばる舎、2016年）